# アーント・サリー
アーント・サリー（Aunt Sally）は、1970年代後半に活動した大阪出身のアヴァン・パンク・サイケデリック・ロック・グループである。クリエイティヴを担う中心人物のPhew（ボーカル）をはじめ、Bikke（ギター、ボーカル）、片岡（ベース）、丸山孝（ドラム）、Mayu（キーボード）というメンバーで構成された。
リード・シンガーであったPhewは、後にDAF、アインシュテュルツェンデ・ノイバウテン、カンのメンバーと仕事をしたことで、アンダーグラウンドな人気を獲得した。

## ディスコグラフィ

### アルバム
- 『アーント・サリー』 - Aunt Sally (1979年)
- 『LIVE 1978-1979』 - Live 1978-1979 (2001年)